# خادم‌کندی
خادم‌کندی یکی از روستاهای استان آذربایجان شرقی است که در دهستان چاراویماق مرکزی بخش مرکزی شهرستان چاراویماق واقع شده‌است.

## طبیعت
این روستا دارای جاذبه های گردشگری فراوانی هست.ازجمله آنها کوه اوجاق داغی که یکی ازبلندترین کوه های شهرستان چاراویماق هست.دارای طبیعت و چشمه های فراوان از جمله آن یک چشمه به اسم ایشگع بولاغی  که آب این چشمه برای ازبین بردن سنگ کلیه مفیدهست.من ازشما گردشگران درخواست دارم حتما درفصل بهار وتابستان به این روستا سربزنید.